# Стратени (Ботошани)
Стратени (рум. Străteni) насеље је у Румунији у округу Ботошани у општини Лозна. Oпштина се налази на надморској висини од 272 m.

## Становништво
Према подацима из 2002. године у насељу је живело 1025 становника, од којих су сви румунске националности.